# انریکه ولف
 انریکه ولف (انگلیسی: Enrique Wolff؛ زادهٔ ۲۱ فوریهٔ ۱۹۴۹) یک بازیکن فوتبال اهل آرژانتین است.
وی همچنین در تیم ملی فوتبال آرژانتین بازی کرده است.